# مارکو پولو
مارکو پولو (به ایتالیایی: Marco Polo) () بازرگان و جهانگرد ایتالیایی اهل ونیز در قرن سیزدهم میلادی بود که سفرهایش را در کتابی به نام سفرهای مارکو پولو ثبت کرده‌است. امروزه، این کتاب با نام‌های کتاب شگفتی‌های جهان یا توصیفی بر جهان شناخته می‌شود. این کتاب در شناساندن آسیای مرکزی و چین به اروپاییان نقش کلیدی داشت. مارکو هنگامی تجارت را فراگرفت که پدر و عمویش، نیکولو و مَفیو به آسیا سفر کرده بودند و با قوبلای‌خان دیدار داشتند. در سال ۱۲۶۹ آن‌ها به ونیز بازگشتند و مارکو را برای نخستین بار دیدند. پس از آن پدر و عمو به همراه مارکوی ۱۷ ساله برای سفر به آسیا به‌وسیلهٔ کشتی، دوباره آماده شدند، پس از ۲۴ سال به ونیز بازگشتند و ونیز را درگیر در جنگ با جمهوری جنوا یافتند. مارکو حین فرماندهی یک کشتی جنگی مقابل جنوا اسیر شد و یک سال به زندان افتاد. او در زندان داستان‌هایش را برای هم‌سلولی‌اش، روستیکلو دا پیزا تعریف کرد. روستیکلو داستان‌ها را به رشتهٔ تحریر درآورد. مارکوپولو در سال ۱۲۹۹ از زندان آزاد و مردی ثروتمند گردید، ازدواج کرد و دارای ۳ فرزند شد. او در سال ۱۳۲۴ از دنیا رفت و در سن لورنزو به خاک سپرده شد. این‌گونه سفرها و ماجراجویی‌های مارکوپولو، الهام‌بخش کسانی چون کریستف کلمب بود.
مارکو سفر خویش را در معیت پدر و عموی خود، نیکولو و مافئو در سفر دوم آنان به شرق، در حدود سال ۱۲۷۰ میلادی (۶۶۹ قمری) آغاز کرد. سفر مارکو در سرزمین‌هایی مانند فلسطین، ایران، ترکستان و سرانجام چین ادامه یافت و بازگشت وی نیز در سال ۱۲۹۲ میلادی (۶۹۲ قمری) از طریق سوماترا، جاوه، سیلان، سواحل هندوستان، ایران و بالاخره سواحل دریای سیاه، قسطنطنیه صورت گرفت و سرانجام به ونیز رسید.
فرودگاه ونیز مارکو پولو و کشتی مارکو پولو برای یادبود او، چنین نامگذاری شده‌اند. همچنین چندین فیلم و کتاب هم در رابطه با او ساخته و نوشته شده‌است.

## زندگی

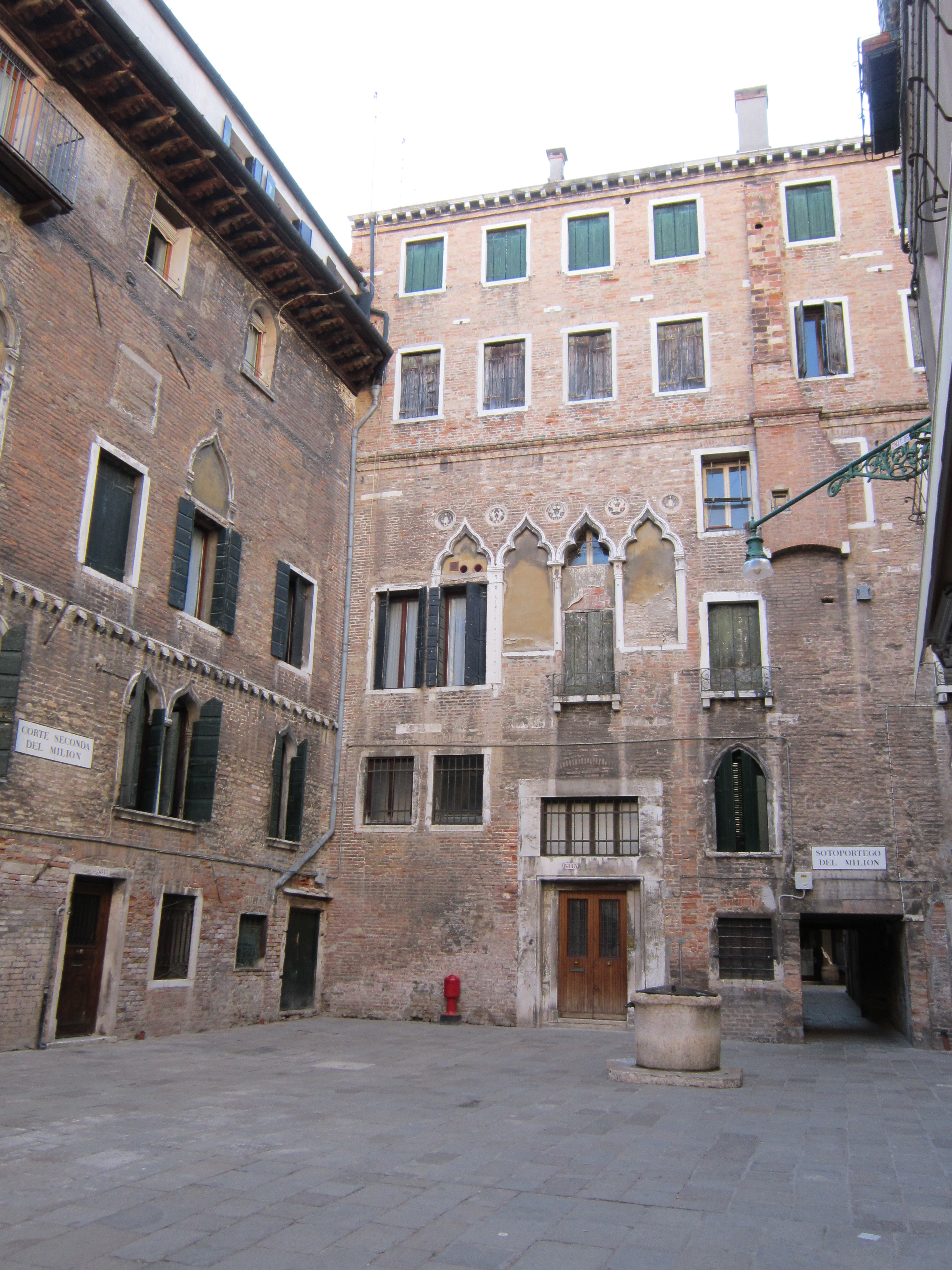
ساختمانی که هنوز به اسم پولوست

### آغاز زندگی و سفر به آسیا
زمان و مکان دقیق زاده شدن مارکو پولو نامشخص است و بیشتر نظرات امروزی بر پایهٔ حدس و گمان است. یکی از جاهایی که احتمال آن می‌رود محل به دنیا آمدن او باشد، یکی از شهرهای ونیز به نام سن جیووانی کریسوستومو است ولی بیشتر تاریخ‌شناسان به جمهوری ونیز و خود شهر ونیز اشاره کرده‌اند و از آن به عنوان زادگاه مارکو پولو یاد کرده‌اند. همچنین برخی از زندگی‌نامه نویسان گفته‌اند که مارکو در شهر کوچک کورچولا در جزیرهٔ کرزولا در کرواسی امروزی به دنیا آمده‌است، هرچند برای این ادعا هنوز سندی پیدا نشده‌است. دربارهٔ تاریخ تولد مارکو سالی که بیشترین اشاره به آن شده‌است ۱۲۵۴ میلادی است. پدر مارکو، نیکلاس پولو تاجر بود که بیشتر با خاورمیانه در تجارت بود و از این راه به اعتبار و ثروت زیادی رسیده بود. پیش از تولد مارکو، نیکلاس و برادرش مافئو (پدر و عموی مارکو) به یک سفر تجاری رفته بودند. در سال ۱۲۶۰ آن دو در قسطنطنیه ساکن بودند، هنگامی که توانستند پیش‌بینی کنند که قرار است وضعیت سیاسی تغییر کند بی‌درنگ تمام دارایی خود را تبدیل به پول کردند (جواهر و اجسام باارزش) و از آن منطقه گریختند. برپایهٔ کتاب سفرهای مارکو پولو، پدر و عموی مارکو از بیشتر منطقه‌های آسیا گذر کردند و با قوبلای‌خان هم دیدار داشتند. در این میان مادر مارکو نیز از دنیا می‌رود و او به ناچار پیش عمو و عمه‌اش بزرگ می‌شود. مارکو به خوبی آموزش می‌بیند و راه و رسم تجارت، پول خارجی، ارزیابی شرایط و چگونگی نگهداری و در دست‌گیری کشتی‌های باری را به خوبی فرا می‌گیرد.

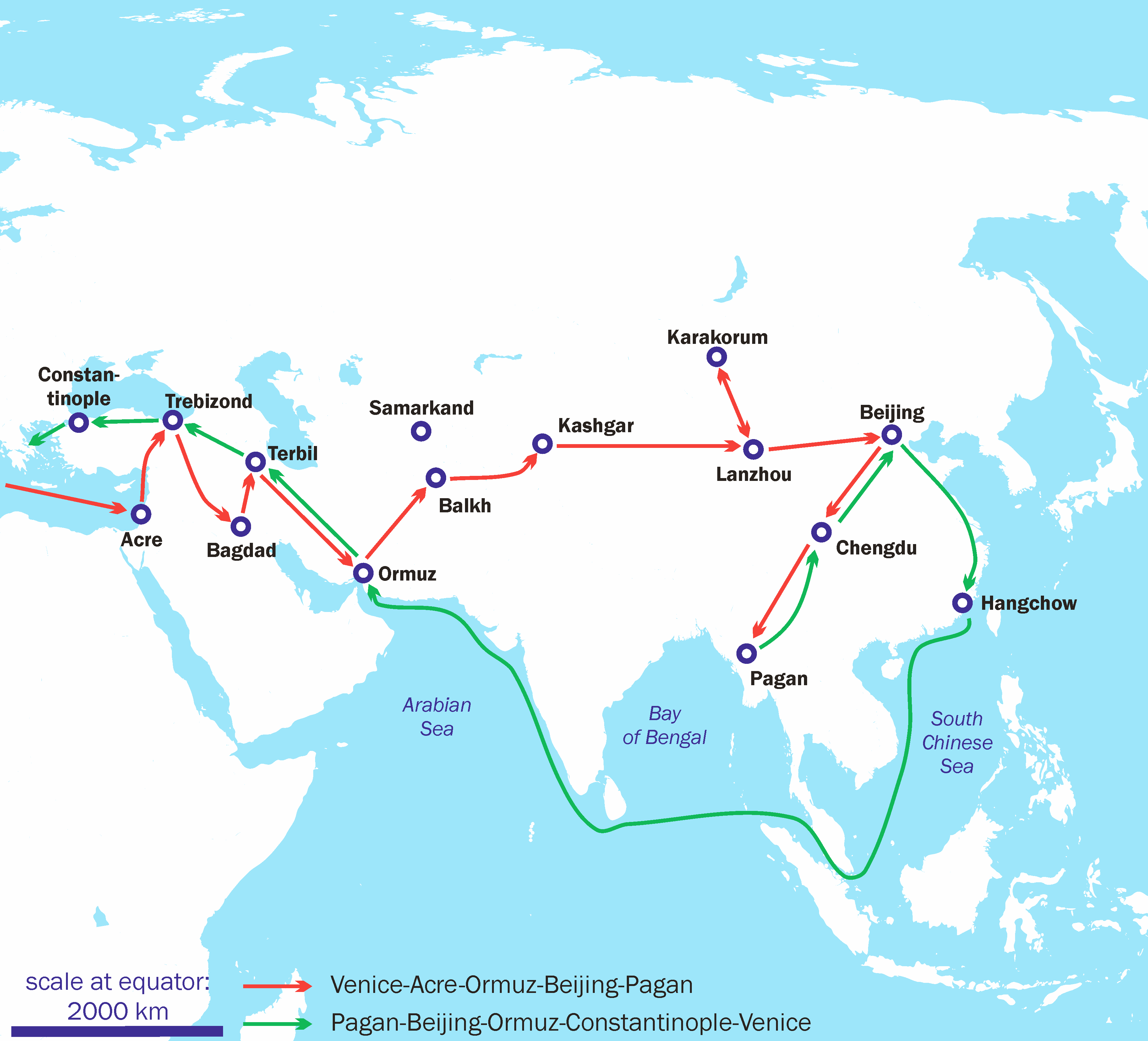
نقشهٔ سفرهای مارکو پولو

در سال ۱۲۶۹ پدر و عموی مارکو به ونیز بازمی‌گردند و برای نخستین بار مارکو را از نزدیک می‌بینند. در ۱۲۷۱ مارکو، به‌همراه پدر و عمویش رهسپار سفر به آسیا می‌شوند و مجموعه‌ای از رویدادها را تجربه می‌کنند. این مجموعه رویداد در کتاب مارکو نوشته شده‌است. آن‌ها پس از طی نزدیک به ۲۴٬۰۰۰ کیلومتر (۱۵٬۰۰۰ مایل) در سال ۱۲۹۵ پس از ۲۴ سال، درحالی‌که مقدار زیادی پول و گنجینه همراه خود داشتند، دوباره به ونیز بازمی‌گردند.
هنگامی که پولو به ایتالیا بازگشت، ونیز درگیر جنگ با جنوا بود. مارکو پولو که در این موقع فرماندهی یک کشتی را به‌عهده داشت، در نزدیکی جزیرهٔ کورچولا کشتی‌اش توقیف شد و خودش اسیر گردید.
پولو در سال ۱۲۹۹ از زندان آزاد شد و به سرزمین مادری‌اش ونیز بازگشت. در آن‌جا، پدر و عمویش یک خانهٔ بزرگ در بخش مرکزی شهر به نام کنترادا سن جیوانی کریسوستومو برای خود فراهم کرده بودند. کار تجاری آن‌ها ادامه یافت و رونق گرفت و مارکو خیلی زود یک تاجر ثروتمند شد. مارکو کاروان‌های تجاری دیگری را عازم سفر کرد اما خودش دیگر ونیز را ترک نکرد. در سال ۱۳۰۰ با دوناتا بدوئر دختر ویتاله بدوئر که خود یک تاجر بود ازدواج کرد و دارای سه دختر به نام‌های فانتینا، بللا و مورتا شد.

## نوشتن کتاب
در زمان اسارت مارکو پولو در زندان، داستان سفرهایش برای هم‌بندی‌اش روستیکلو دا پیزا تعریف کرد و او داستان‌های پولو را مکتوب کرد و مشخص نیست از خودش اطلاعاتی به آن افزوده‌است یا خیر. متن این کتاب خیلی زود در سراسر اروپا پخش شد و با نام سفرهای مارکو پولو مشهور گردید. کتاب سفرهای مارکو پولو سراسر آسیا را در برابر دیدگان خواننده به نمایش می‌گذاشت و نخستین برداشت را دربارهٔ زندگی در خاور دور، چین، هند، ژاپن و خاورمیانه در ذهن اروپاییان پدیدمی‌آورد.

### روایت کتاب

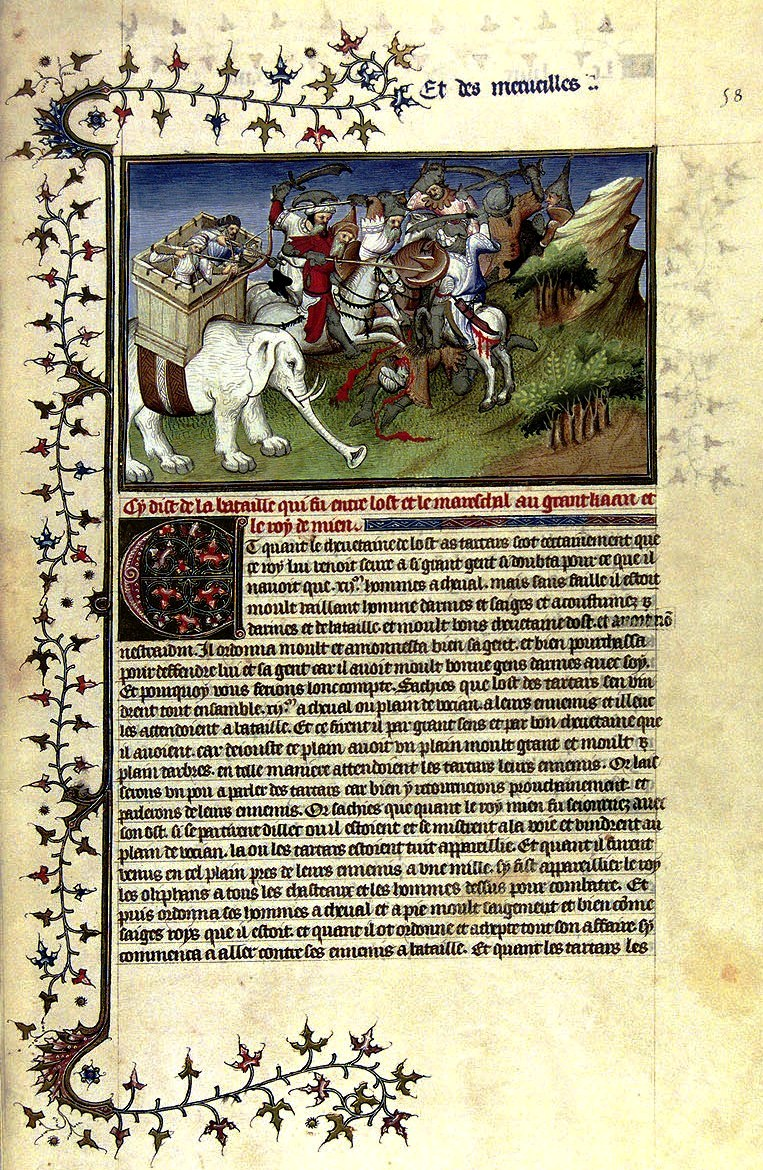
یک صفحه از یک نسخهٔ خطی از کتاب توصیفی بر جهان (سفرهای مارکو پولو) که گمان می‌رود در سال‌های ۱۲۹۸–۱۲۹۹ نوشته شده باشد.

کتاب با پیش‌گفتاری دربارهٔ پدر و عموی مارکو و سفر آن‌ها به بلغار آغاز می‌شود. آن‌ها پس از یک سال به اوکک و از آن‌جا به بخارا می‌روند. در آن‌جا یک فرستاده از سرزمین شام آن‌ها را به دیدار قوبلای خان، کسی که تا آن هنگام با اروپاییان دیدار نداشته، دعوت می‌کند. آن‌ها در سال ۱۲۶۶ به بارگاه قوبلای خان در دادو می‌رسند. امروزه این شهر پکن نام دارد. خان، با مهمان‌نوازی از دو برادر پذیرایی می‌کند و از آن‌ها دربارهٔ قانون زندگی در اروپا و نظام سیاسی آنجا بسیار می‌پرسد. همچنین او از آن‌ها دربارهٔ پاپ و کلیسای روم نیز پرس و جو می‌کند. پس از آن‌که دو برادر پاسخ پرسش‌های او را می‌دهند، او نامه‌ای به آن‌ها می‌دهد تا به دست پاپ برسانند، او در این نامه درخواست می‌کند تا ۱۰۰ مسیحی آشنا به دانش‌های مقدماتی (دستور زبان، فن بیان، منطق، هندسه، ریاضیات، موسیقی و ستاره‌شناسی) به نزد او فرستاده شوند همچنین درخواست می‌کند که یک فرستاده، روغن چراغ از اورشلیم برایشان بیاورد. از آن‌جا که بازهٔ زمانی میان مرگ پاپ کلمنت چهارم در ۱۲۶۸، و برگزیدن جانشین او طولانی شد برادران پولو خواستهٔ خان را با دیرکرد انجام دادند. آنان به پیشنهاد گرگوری دهم که بعدها در سال ۱۲۷۱ پاپ شد، در سال ۱۲۶۹ یا ۱۲۷۰ به ونیز بازگشتند تا چشم به راه برگزیدن پاپ تازه باشند. این رویداد باعث شد تا مارکو بتواند در سن پانزده یا شانزده سالگی برای نخستین بار پدرش را ببیند.
در سال ۱۲۷۱ پدر و عموی مارکو برای برآورده کردن درخواست قوبلای خان سوار کشتی می‌شوند و سفر خود را آغاز می‌کنند. آن‌ها از راه دریا به عکا می‌روند و برای ادامهٔ راه با شتر خود را به بندر هرمز در سرزمین ایران می‌رسانند. آن‌ها می‌خواستند در ادامه از راه دریا به چین بروند ولی کشتی‌های موجود، مناسب این کار نبودند؛ پس به ناچار ادامهٔ سفرشان را از راه زمینی پیمودند تا به بارگاه تابستانی قوبلای خان در شانگدو رسیدند.

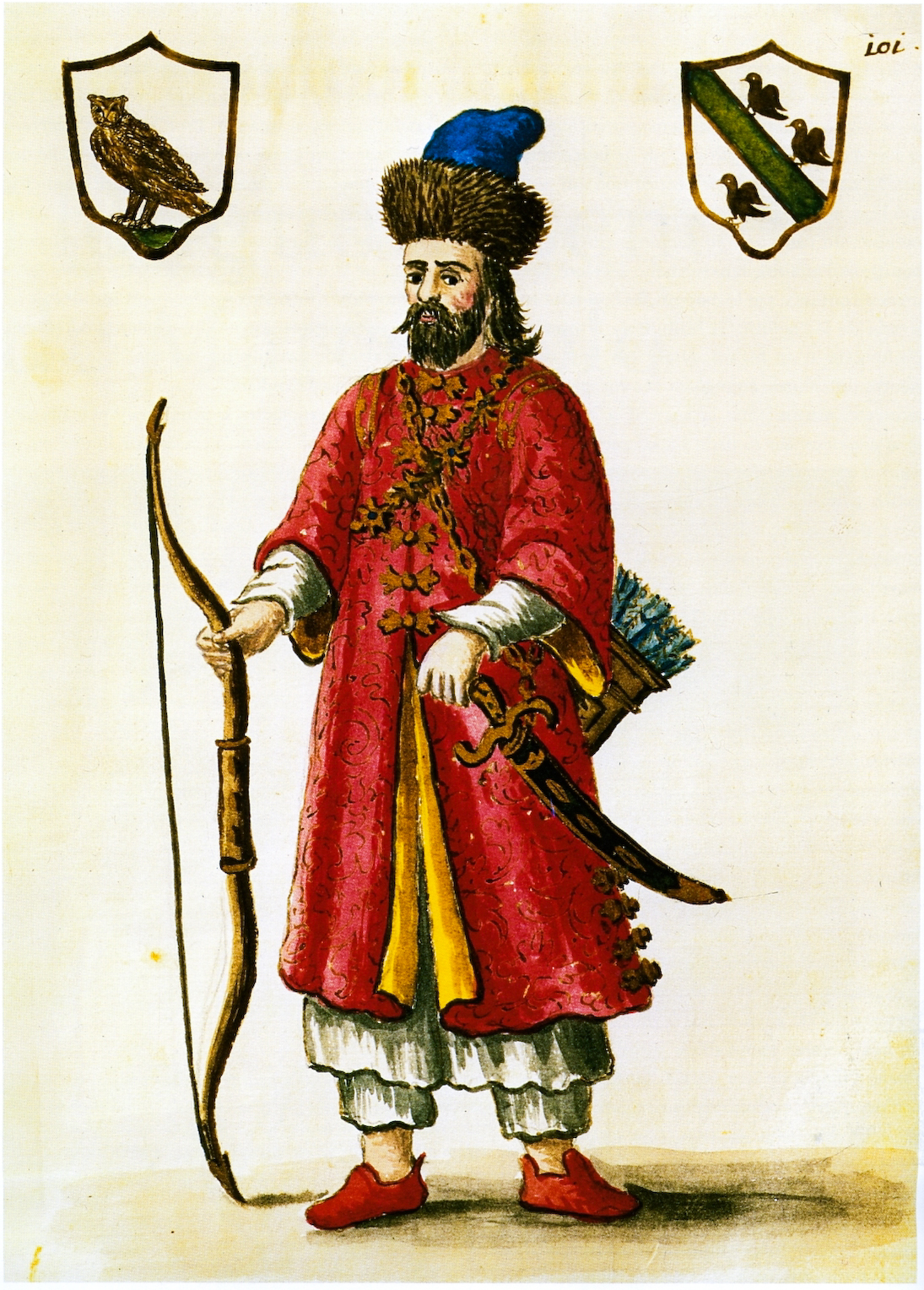
پولو در حالی که جامهٔ تارتار به تن دارد. سال نگاره روشن نیست.

آن‌ها سه سال و نیم پس از روزی که ونیز را ترک کرده بودند، هنگامی که مارکو ۲۱ سال داشت، به پیشگاه قوبلای خان رسیده بودند. هنگامهٔ دقیق رسیدن آن‌ها روشن نیست ولی گمان آن می‌رود که میان سال‌های ۱۲۷۱ و ۱۲۷۵ بوده باشد. برادران پولو در دربار دودمان یوآن روغن اورشلیم را ارائه می‌کنند و نامهٔ پاپ را به دست شاه می‌رسانند.
خان بزرگ، مجلس ضیافتی به افتخار آن‌ها برپا کرد که در آن، همهٔ رؤسای دولت حضور داشتند. نیکولو روغن متبرک و نامهٔ پاپ را تقدیم کرد و خان او و مافیو را به مناسبت وفای عهد ستود. سپس رو به مارکو کرد و پرسید این کیست؟ نیکولو گفت این غلام شما و فرزند من است.
مارکو چهار زبان می‌دانست و به‌واسطهٔ زیرکی و دقت‌نظر، به‌زودی زبان و رسوم آن‌جا را فرا گرفت. خانوادهٔ او تجربه و دانش بسیاری اندوخته بودند که برای خان بسیار باارزش بود. از این‌جا بود که پولو در بازه‌ای به صورت رسمی به خان خدمت کرد. و مأموریت‌های مهم در نقاط مختلف کشور به او محول شد و مدتی حکمران یکی از استان‌ها بود. او دربارهٔ دیدارهای شاهی بسیاری از جنوب چین، استان‌های شرقی قلمرو و جنوب میانمار نوشته‌است.
پس از ۱۷ سال اقامت در چین، نیکولو و مافیو و مارکو درصدد بازگشت برآمدند؛ قوبلای که پیر شده بود، درخواست برادران پولو برای ترک چین را نپذیرفت. آن‌ها نگران بودند که چون با فرمانروا همکاری نزدیک داشته‌اند پس از مرگ خان دیگر نتوانند سالم به میهن خود بازگردند. در ۱۲۹۲ غازان پسر ارغون برادرزادهٔ خان که بعدها فرمانروای ایران شد، نمایندگانی را به چین فرستاد تا برای او همسر مناسبی پیدا کنند و درخواست کرد که برادران پولو هم همراه نمایندگان به پیش او بیایند. در نتیجه پولوها اجازه پیدا کردند که چین را به مقصد ایران به‌همراه کاروان عروسی ترک کنند. آن‌ها در همان سال همراه با ۱۴ کشتی از جنوب چین گذشتند و به بندر سنگاپور رسیدند پس از آن به سوی شمال به سوماترا، سپس به غرب، بندر ترینکومالی در پادشاهی جفنا در سری‌لانکا رفتند. پس از آن کم‌کم از عرض دریای فارس گذر کردند و به هرمزگان رسیدند. پیمودن این راه، بسیار بر آن‌ها دشوار بود، آن‌ها دو سال در سفر بودند و از ششصد تن که در این سفر همراهی می‌کردند (بدون کارمندان کشتی) تنها هجده نفر جان سالم به در بردند (به همراه سه پولو) پولوها کاروان عروسی را پس از رسیدن به ایران رها کردند و از راه زمینی خود را به بندر ترابزون امروزی در کنارهٔ دریای سیاه رسانیدند. اقامت بیست و پنج ساله در شرق، وضعیت آنان را دگرگون ساخته بود و به‌دشواری می‌توانستند به زبان خود سخن بگویند، ظاهر حال آنان نیز آشفته بود و لباس‌های کهنه و آلوده برتن داشتند و به همین دلیل خویشاوندان‌شان پس از پرسش‌های بسیار، آنان را به خانه راه دادند. مسافران تازه‌وارد برای این‌که خود را به اقوام و دوستانشان بشناسانند و هویت خود را به ثبوت برسانند، مجلس ضیافتی برپا کردند و پس از آن‌که مهمانان از خوردن غذاها و نوشیدن شراب‌ها فراغت حاصل کردند، لباس‌های تاتاری خود را که طی مسافرت مندرس و کهنه شده بود پوشیده و نزد مهمانان دیرباور خود ظاهر گردیده و در مقابل چشمان آن‌ها با یک حرکت سریع کوک‌های لباس‌های خود را شکافتند و از این شکاف‌ها مقادیر زیادی جواهرات قیمتی سیل‌وار فرو ریخت.

### نقدها دربارهٔ درستی کتاب
پس از انتشار سفرنامهٔ مارکو پولو، مردم او را مورد انتقاد، سرزنش و تمسخر قرار دادند و کتاب او را مجموعه‌ای از دروغ و مطالب جعلی قلمداد کردند. حتی زمانی که در بستر مرگ افتاده بود، کشیشی که در کنار بالینش حضور داشت به او اصرار ورزید که برای نجات روحش، حداقل قسمتی از مطالب سفرنامه‌اش را تکذیب کند اما مارکو پاسخ داد که، من حتی نصف آنچه را که دیدام در سفرنامه‌ام ننوشته‌ام.
در کتاب پولو از پول کاغذی و ویژگی آتش‌گیری زغال، سخن به میان آمده اما دربارهٔ دیوار چین، چوبک غذاخوری یا بستن پا چیزی گفته نشده‌است. این سکوت دربارهٔ چنین پدیده‌های ویژه‌ای در چین این گمان را به‌وجود آورده که مارکو هرگز به چین سفر نکرده بلکه کتابش را بر پایهٔ شنیده‌هایش نوشته‌است.
بررسی‌ها نشان داده‌است دیوار بزرگ چین با این ویژگی که امروزه می‌شناسیم سازه‌ای است مربوط به دوران دودمان مینگ که بیش از دو سده پس از مارکو پولو می‌زیسته‌اند. دودمان یوآن که زمانی بر این سرزمین فرمان می‌رانده و مارکو پولو هم به او خدمت کرده، سرزمین‌هایی در شمال و جنوب جایگاه امروزی دیوار را در دست داشته‌اند و منطقی نبوده که در آن میان یک سنگربندی و بنای به این بزرگی ساخته باشند که هنوز پس از چندین دودمان بر جای مانده باشد. به علاوه این‌که، دیگر اروپاییانی که در دورهٔ فرمانروایی دودمان یوآن به خانبلیق سفر کرده بودند مانند جووانی د مارینیولی و اودوریک پوردنون آن‌ها هم حرفی دربارهٔ چنین دیواری نزده بودند.
با این حال، حتی اگر داستان‌های مارکو پولو حاصل شنیده‌هایش از دیگران بوده باشد، اگر هدف او از بیان داستان‌هایش تأثیرگذاری بر دیگران بوده تا بتوانند از یک تمدن پیشرفته‌تر آگاه شوند، او این زیرکی را به خرج داده تا از بخش‌هایی که گمان می‌کند شنوندهٔ اروپایی ممکن است جامعهٔ چین را به ریشخند بگیرد سخنی به میان نیاورد. اما دلیلی وجود ندارد که اگر داستان‌های او بر پایهٔ شنیده‌هایش باشد، باز در آن‌ها حرفی از چوبک‌های غذا یا بستن پا وجود نداشته باشد و این می‌تواند دلیلی بر عدم سفر وی به شرق باشد.
با گسترش مطالعات دربارهٔ مارکو پولو در اروپای سدهٔ نوزدهم، نشانه‌هایی از حضور وی در امپراتوری بزرگ مغولان پیدا شد. در متون چینی اشاره‌ای به یکی از خدمتگزاران قوبلای خان شده که تلفظ چینی آن «پو-لو» بوده‌است. اما پل پلیو، چین‌شناس فرانسوی، این استدلال را زیر سؤال برد و نشان داد که «پو-لو» ی اشاره شده در متون چینی، مارکو پولو نیست بلکه اشاره به کارگزاری مغولی به نام «پولاد چینگ سانگ» است. این مسئله نشان داد که در منابع آسیایی و چینی هیچ اشارهٔ مستقیمی به وجود مارکو پولو نشده‌است.
پرسشی که همواره مطرح بوده‌است این است که آیا ماکارونی ره‌آورد مارکو پولو از چین به ونیز بوده‌است؟ او در سفرنامه‌اش گفته‌است که تنها یک غزال خشک‌کرده کاه‌اندود و یک پوست گاومیش را تا ونیز به همراه داشته‌است و همچنین توضیح می‌دهد که در چین مردم از گندم به شکل ماکارونی استفاده می‌کنند که نشان‌دهندهٔ این است که در سال ۱۲۹۸ میلادی ماکارونی برای مردم ایتالیا ناشناخته نبوده‌است.

## مرگ

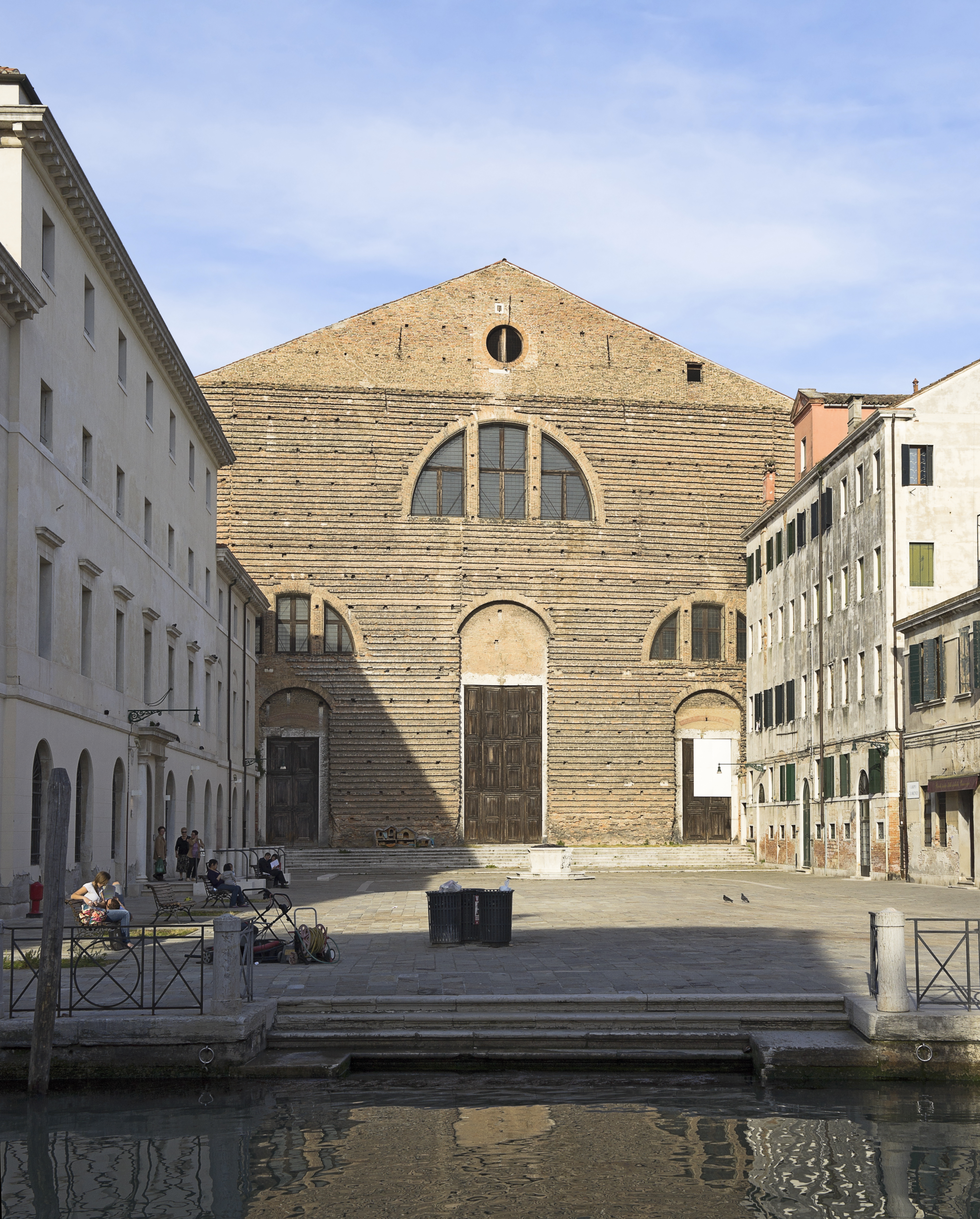
سن لورنزو دی ونتزیا، کلیسایی که آرامگاه پولو در آن جای دارد، این نگاره مربوط به پس از بازسازی این بنا است.

در سال ۱۳۲۳ پولو را به‌دلیل بیماری بستری کردند. او در ۹ ژانویهٔ ۱۳۲۴ با وجود تلاش پزشکان برای درمانش، از دنیا رفت. خانوادهٔ پولو از یک کشیش سن پروکولو به نام جیوانی جوستینیانی درخواست کردند که وصیت‌نامه و درخواست‌های پس از مرگ مارکو را قانونی کند. همسر و سه دختر او به عنوان اجراکنندگان وصیت‌نامه تعیین شدند. طبق قانون آن دوران، بخشی از دارایی پولو به کلیسا می‌رسید. پولو این مطلب را پذیرفته بود و خواسته بود که علاوه بر آن در آینده هم مقداری پول به کلیسای سن لورنزو، جایی که قرار است او در آن به خاک سپرده شود، پرداخت شود. همچنین او برده‌ای از قوم تاتار را که از آسیا با خود به ونیز آورده بود، آزاد کرد.

## سفرهای مارکو پولو

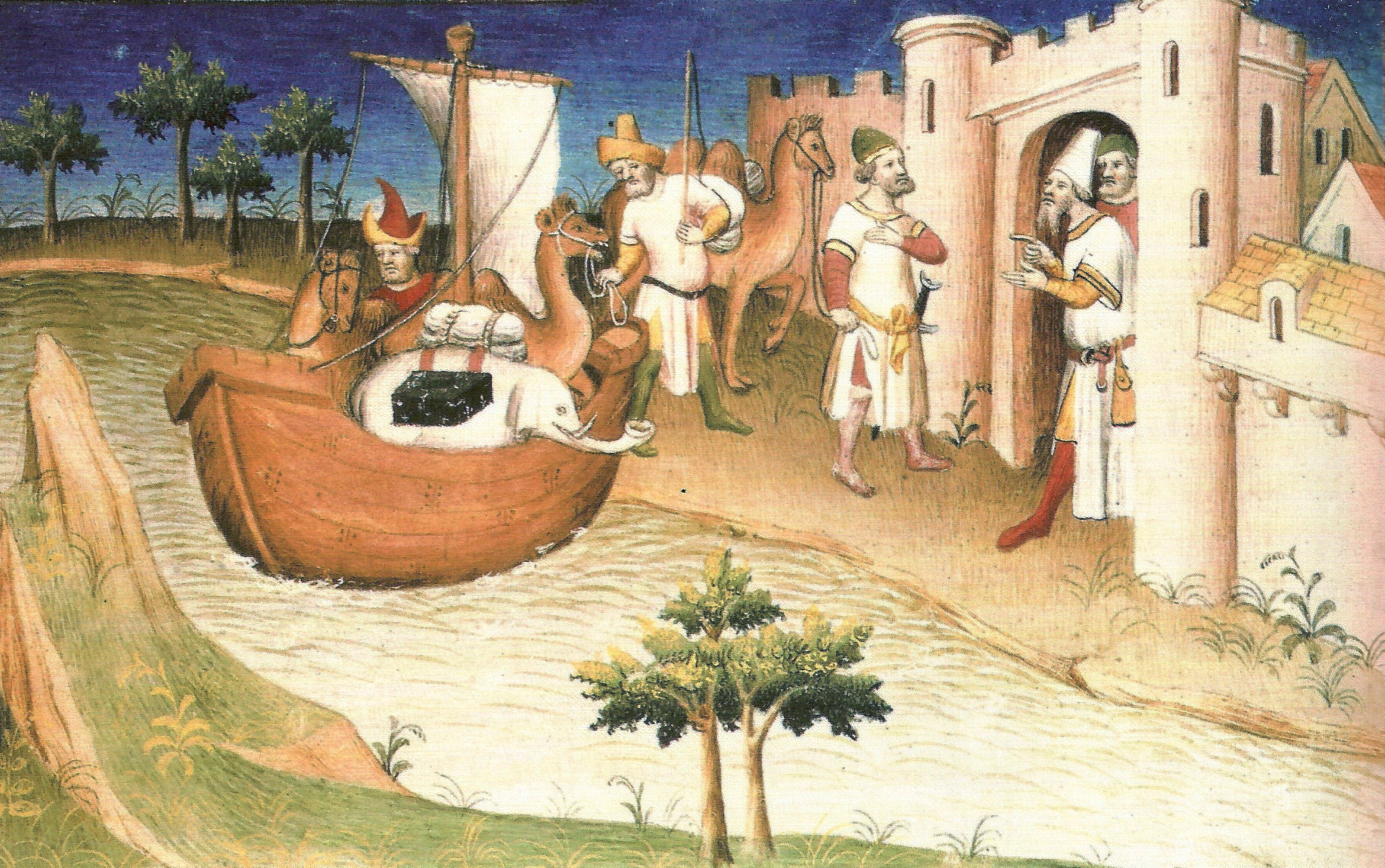
یک نقاشی مینیاتور از کتاب سفرهای مارکو پولو یا توصیفی بر جهان.

نسخهٔ اصلی و معتبر کتاب سفرهای مارکو پولو در دسترس نیست. آنچه امروز وجود دارد با نوشتار نخست بسیار متفاوت است. کتابی که منتشر شده و در دسترس قرار گرفته آمیزه‌ای از چند نسخه از این کتاب است و حتی در جاهایی نوشته‌هایی هم به آن اضافه شده تا مطلب کتاب روشن‌تر شود. برای نمونه، نسخهٔ انگلیسی که هنری یول آن را ترجمه کرده‌است چنین است. نسخهٔ دیگری که توسط ای.سی. مول و پل پلیو در سال ۱۹۳۸ ترجمه شده برپایهٔ نسخهٔ لاتین کتاب است که در سال ۱۹۳۲ در کتابخانهٔ کلیسای جامع تولدو پیدا شده، این نسخه خود ۵۰ درصد از دیگر نسخه‌های این کتاب بلندتر است. می‌توان گفت ۱۵۰ گونه از این کتاب در زبان‌های گوناگون در دسترس است که به دلیل نبود ابزارهای مناسب چاپ در بازهٔ ترجمه تا پخش هر کتاب ایرادهای زیادی در آن‌ها پدیدار گشته‌است و باعث به‌وجود آمدن اختلاف‌هایی در نسخه‌های گوناگون شده‌است. پولو این داستان‌ها را هنگامی که در زندان جمهوری جنوا بود برای هم‌بندی‌اش روستیکلو دا پیزا تعریف کرده بود و او این داستان‌ها را به زبان‌های اوییل، یک زبان میانجی از دوران جنگ‌های صلیبی و زبان تاجران غربی در سرزمین‌های خاوری (مشرق زمین) نوشته بود. گمان آن می‌رود که هدف از این کار، نوشتن یک کتاب دم‌دستی برای تاجران بوده‌است، به ویژه در مورد چگونگی اندازه‌گیری وزن‌ها، مسافت‌ها و دیگر معیارهای اندازه‌گیری.

## ایران در سفرنامهٔ مارکو پولو
در سفرنامهٔ مارکو پولو، صفحات بسیار کمی (جمعاً سیزده صفحه) به ایران اختصاص دارد، اما همین توصیف‌های کوتاهش از ایران، نکات بسیاری از حیات اجتماعی ایران را روشن می‌کند.
شهر توریژ (تبریز) نخستین شهر بزرگ منطقه است که مارکو پولو از آن دیدن می‌کند، مارکو شهر تبریز را به نام کهن و رایج آن روز «توریژ» می‌خواند. او این شهر را ناحیه‌ای از عراق عجم می‌پندارد که دارای قلاع بزرگ و مرکز تجارت و هنر در آن منطقه است. همچنین یادآور می‌شود که «شهر، موقعیتی عالی دارد» و کالاهای تجارتی بسیاری از «هندوستان، بغداد، موصل، هرمز» و دیگر نواحی به آن‌جا وارد می‌شود.
در بند سی و یکم سفرنامه، او شرح می‌دهد که تصادفاً به قلعه‌ای برمی‌خورد که به «قلعهٔ آتش‌پرستان» معروف بوده‌است. با توجه به این‌که در نواحی مرکزی ایران، زرتشتیان ایران سکونت دارند، چنین برمی‌آید که مارکو با برخی از پیروان زرتشت ملاقات کرده‌است؛ و در بند سی و دوم نیز به ادامهٔ همین مطلب می‌پردازد و این‌که ایرانیان همواره کوشش می‌کردند تا آتش مقدس را روشن نگاه دارند.
مارکو در بند سی و چهارم، شهر یزد را بزرگ، زیبا و پر رونق توصیف می‌کند، به ویژه پارچه‌های ابریشمی موسوم به «یزدی» نزد بازرگانان شهرت فراوانی داشته‌است. مارکو وسعت منطقهٔ یزد را «هفت روز راه‌پیمایی» دانسته و خود نیز ظرف همین مدت به قلمرو کرمان رسیده‌است. نخلستان‌های زیاد و وجود شکار مانند بلدرچین و کبک برای مارکو بسیار جالب بوده‌است. یزد در آن ایام از شهرهای مشهور و از حیث بازرگانی بسیار پر رونق بوده‌است.
در توصیف کرمان، وی به حکومت تاتارها اشاره می‌کند و این سرزمین را مرکز سنگ‌های قیمتی مانند فیروزه و سنگ‌های صنعتی مانند آهن می‌داند. علاوه بر آن زنان هنرمند کرمانی در نقش‌آفرینی پارچه‌های ابریشمی و تولید صنایع دستی دیگر، نقش فعال خود را داشته‌اند. در این منطقه نیز پرندگانی مانند شاهین و کبک مورد توجه مارکو قرار گرفته‌است.
بند سی و هفتم به هرمز اختصاص دارد. دشت هرمز و رودخانه میناب را مارکو منطقهٔ سرسبز و پر میوه‌ای می‌داند که بسیار متنوع است. هرمز که ناحیه‌ای قدیمی است، محل دادوستد بازرگانان خلیج فارس و کیش بوده‌است. مارکو پولو به موقعیت بندری هرمز و رونق آن در رابطه با تجار هندی اشاره می‌کند، کشتی‌های بزرگ مملو از ادویه و مروارید این منطقه بین عامهٔ مردم به «شهر دقیانوس» معروف است و امروزه نیز خرابه‌های آن را در بخش شمالی جیرفت دانسته‌اند. علاوه بر آن مارکو به صنعت کشتی‌سازی ایران در آن ایام اشاره می‌کند و شیوهٔ ساخت آن را مورد انتقاد قرار می‌دهد و قیر اندود نکردن کشتی‌ها را از معایب آن می‌داند زیرا که بسیاری از آن‌ها غرق می‌شده‌اند. نکتهٔ جالب دیگری که مارکو پولو به آن اشاره می‌کند، بادهای گرم موسمی و گاه کشندهٔ این منطقه‌است.
مارکو پولو هنگام گذشتن از دشت کویر برای اولین‌بار با قنات مواجه می‌شود و از آن به عنوان رودی یاد می‌کند که در مسیر آن غارهایی کنده شده و آب، گاه در بستری زمینی و گاه زیرزمینی جاری می‌شود.

### داستان یوحنای کشیش
یوحنای کشیش، نام یک اسقف و پادشاه افسانه‌ای مسیحی است که بر یک ملت مسیحی که در میان مسلمانان و غیرمسیحیان خاور زمین گم شده‌اند، فرمانروایی می‌کرد. بر پایهٔ این افسانه، یوحنای سهمناک از تبار یکی از سه مغ ایرانی بود که در انجیل به آن‌ها اشاره شده‌است.
در حدود سال ۱۱۶۵ میلادی نامهٔ مفصل و مجعولی از یوحنای کشیش خطاب به مانوئل یکم، امپراتور بیزانس به غرب می‌رسد که شرحی افسانه‌ای از کشور خود می‌دهد و طالب دوستی با سلاطین عیسوی است. این نامه که نویسندهٔ آن معلوم نیست، سیاحان اولیهٔ مشرق زمین را واداشت تا این پادشاه را بشناسند. یکی از این جستجوگران مارکو پولو بود که سفر اول خود را به چین در سال ۱۲۷۱ میلادی، یعنی بیش از یک قرن پس از نوشته شدن نامهٔ یوحنای کشیش آغاز کرد.
به عقیدهٔ مارکو پولو این همان طغرل یکی از خان‌های ترکان کرائیت در آسیای مرکزی بود که نسطوری شده و پس از مدت‌ها رابطهٔ دوستی با مغولان بالاخره به‌دست آن‌ها کشته شده بود.

## به جای ماندگان

### در رسانه

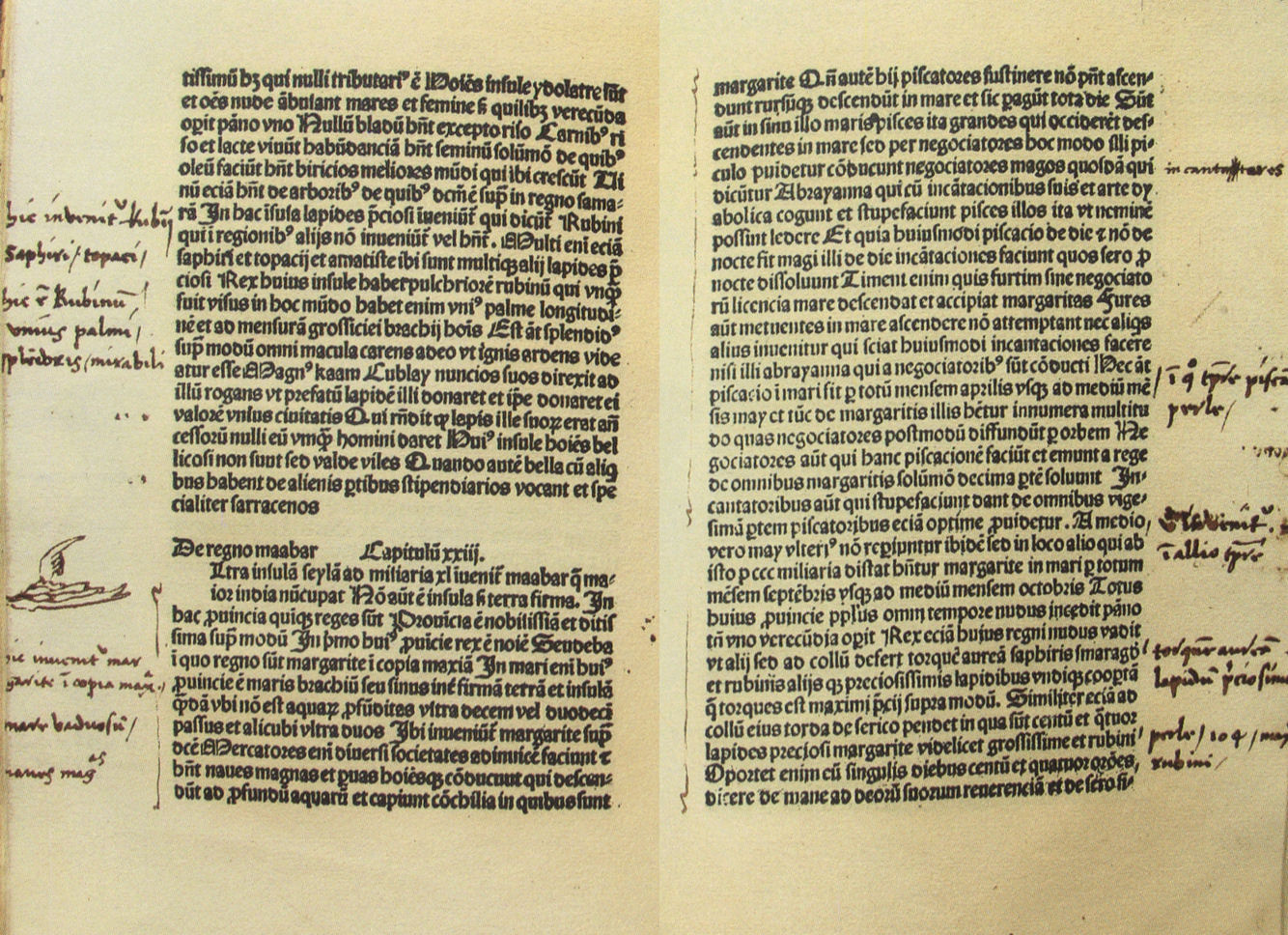
دست‌نوشته‌های کریستف کلمب در گوشه‌های یک نسخهٔ لاتین کتاب پولو

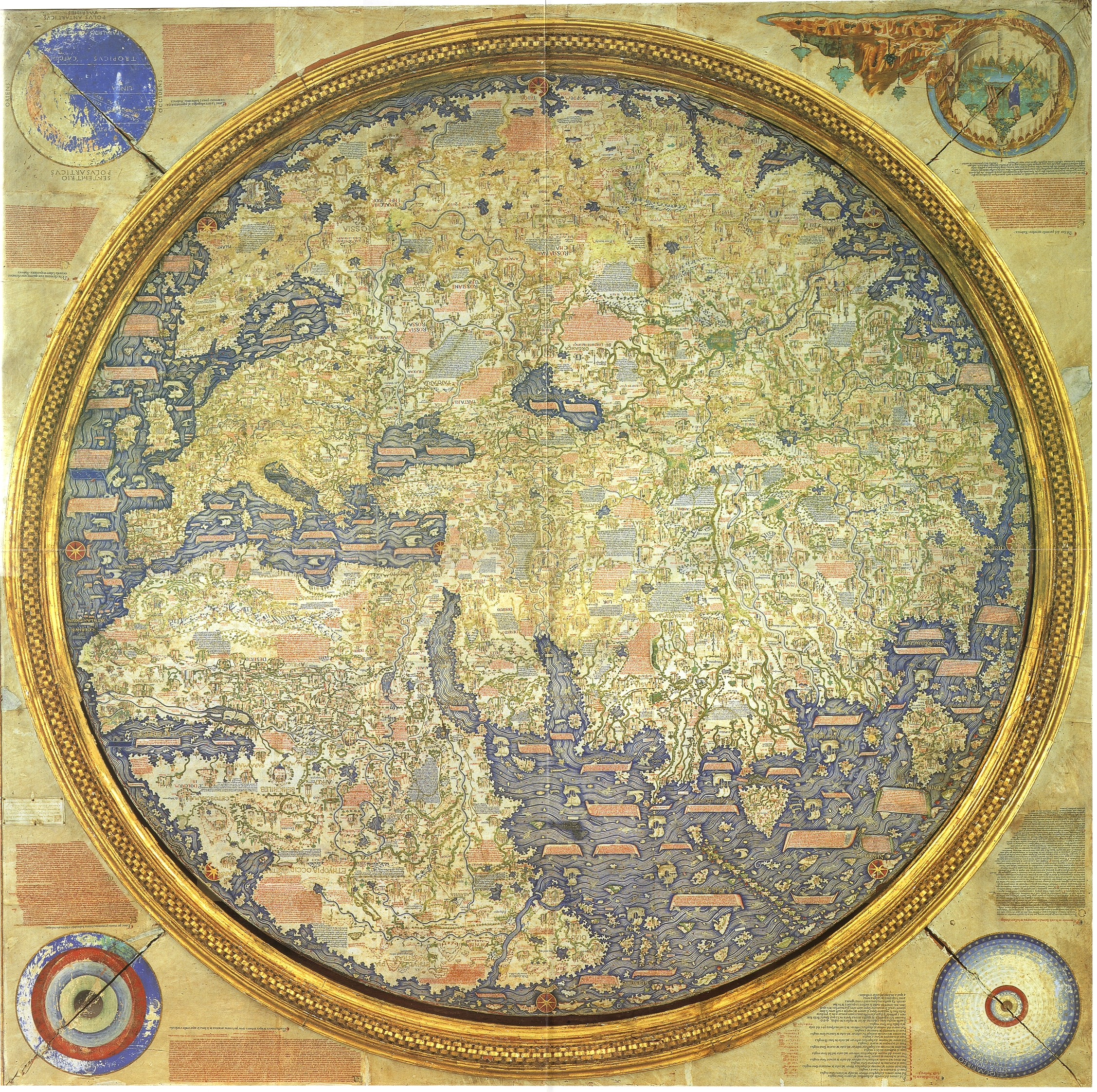
نقشهٔ فرا مائورو که در سال ۱۴۵۰ توسط فرا مائوروی ونیزی منتشر شد.

- ۱۹۷۹ - ماجراهای مارکو پولو (پویانمایی)
- ۱۹۸۲ - مجموعه‌ای دنباله‌دار و کوچک دربارهٔ مارکو پولو در سال ۱۹۸۲ توسط کن مارشال و روچنگ اینگ ساخته شد.[۴۴]
- ۱۹۸۲ - مجموعه فیلم‌های دنباله‌دار از سفرهای پولو به کارگردانی ایتالو کالوینو ساخته شد که دو جایزهٔ امی را از آن خود کرد و در بیش از شش مورد هم نامزد دریافت شد.
- ۲۰۰۷ - مجموعهٔ دنباله‌دار کوچک تلویزیونی به نام مارکو پولو در سال ۲۰۰۷ ساخته شد. در این فیلم برایان دنی در نقش قوبلای خان و ایان سامرهلدر در نقش مارکو بازی کرده بودند. این فیلم بازگشت پدر و عموی مارکو به ونیز و تنها ماندن او در چین و باز دیدن او پس از سال‌ها را به تصویر می‌کشد.[۴۵]
- ۲۰۰۸ در ردپای مارکو پولو نام یک فیلم مستند از شبکهٔ پی‌بی‌اس است که در سال ۲۰۰۹ آماده شد. این مجموعه دربارهٔ دو دوست است که بر آن شده‌اند تا از راه‌های زمینی و آبی از ونیز به چین سفر کنند و پا جای پای مارکو پولو بگذارند.[۴۶]
- ۲۰۱۷ - مارکو پولو:‌ صد چشم[۴۷]

### شناسایی‌های بیشتر
همچنین ببینید: عصر کاوش
دیگر جهانگردان اروپایی مانند جیوانی دا پیان دل کارپینه که آوازهٔ کمتری داشتند، هم پیش‌تر به چین سفر کرده بودند، اما در این میان، کتاب پولو ویژگی‌هایی داشت که باعث شد تنها سفرهای او، این‌چنین در سراسر اروپا شناخته شد. کریستف کلمب از کسانی بود که سفرهای پولو بسیار برایش الهام‌بخش و تأثیرگذار بود تا آن‌جا که بر آن شده بود تا خود به خاور دور سفر کند و آن سرزمین‌ها را از نزدیک ببینید. همچنین یک نسخه از کتاب پولو در میان دارایی‌های شخصی کریستف کلمب هم پیدا شده بود که در گوشه‌های آن خود کلمب نوشته‌هایی را افزوده بود. بنتو د گویس از نوشته‌های پولو دربارهٔ فرمانروایی مسیحیت در خاور، بسیار الهام گرفت تا آن‌جا که خود بار سفر بست و ۶٬۴۰۰ کیلومتر (۴٬۰۰۰ مایل) را در سه سال درنوردید تا به آسیای مرکزی رسید. او هرگز فرمانروایی را که در جستجویش بود پیدا نکرد و دست آخر زنجیرهٔ سفرهایش را در نزدیکی دیوار بزرگ چین در سال ۱۶۰۵ پایان داد. او تنها توانست نشان دهد که Cathay (کاتای) نام دیگر سرزمینی است که ماتئو ریچی (۱۵۵۲ تا ۱۶۱۰) آن را «چین» خوانده بود.

### یادبودها
گوسفند مارکو پولو نام یک زیرگونه از گوسفندها است که برای بزرگداشت این جهانگرد، چنین نام‌گذاری شده‌است. پولو در هنگام گذرش از پامیر (با نام باستانی کوه ایمئون) در سال ۱۲۷۱ این جانور را توصیف کرده بود. فرودگاه ونیز به نام فرودگاه ونیز مارکو پولو نام‌گذاری شده‌است.
در ایران نیز از تندیس مارکو پولو در کوهبنان، استان کرمان در تاریخ ۱۷ اسفند ۱۳۹۱ رونمایی شد.

### نقشه‌نگاری
شاید بتوان گفت که سفرهای پولو بر گسترش نقشه‌نگاری اروپا تأثیر گذاشت و در نهایت باعث به‌وجود آمدن عصر کاوش در یک سده پس از آن شد. جیوانی باتیستا راموسیو گفته‌است که بخش‌هایی از نقشهٔ فرا مائورو بر پایهٔ نقشه‌ای است که مارکو از چین با خود آورده بود.

## آگاهی بیشتر
- Marco Polo (1918).  William Marsden (ed.). The Travels of Marco Polo (به انگلیسی). LONDON: J.M. Dent & Sons. p. ۴۶۱. Archived from the original on 05 June 2012. {{cite book}}: Check date values in: |تاریخ بایگانی= (help); Unknown parameter |accessتاریخ= ignored (help)(Original from the University of Wisconsin – Madison)
- Daftary, Farhad (1994), The Assassin legends: myths of the Ismaʻilis (به انگلیسی) (۲ ed.), I.B. Tauris, p. ۲۱۳
- Hart, H. Henry (1948), Marco Polo, Venetian Adventurer (به انگلیسی), Kessinger Publishing
- Otfinoski, Steven (2003), Marco Polo: to China and back (به انگلیسی), New York: Benchmark Books {{citation}}: More than one of |نویسنده= و |نام خانوادگی= specified (help)
- The Travels of Marco Polo – Volume 1 and Volume 2, written by Marco Polo and Rustichello of Pisa, were published by Project Gutenberg
- Yang, Dori Jones (۲۰۱۱-۰۱-۱۱), Daughter of Xanadu (به انگلیسی), Delacorte Press Books for Young Readers (Young Adult novel)
- Dalrymple, William (1989), In Xanadu (به انگلیسی)